# 南京路 (上海市)
南京路是位于中華人民共和國上海市的一条商业街。狭义的南京路即1945年以前的南京路，专指今天的南京东路。广义的南京路则包括南京东路和南京西路。

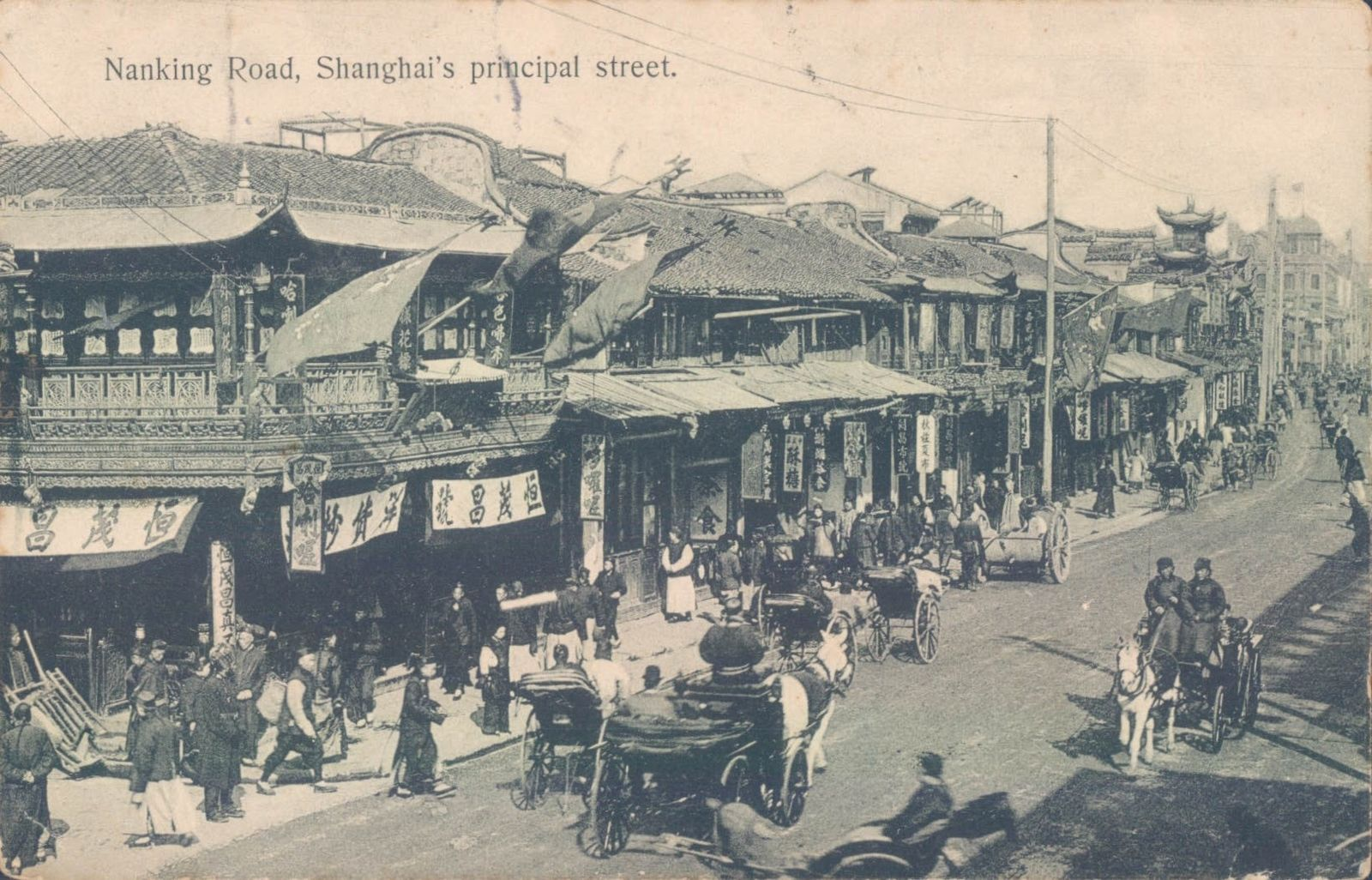
20世纪初的南京路

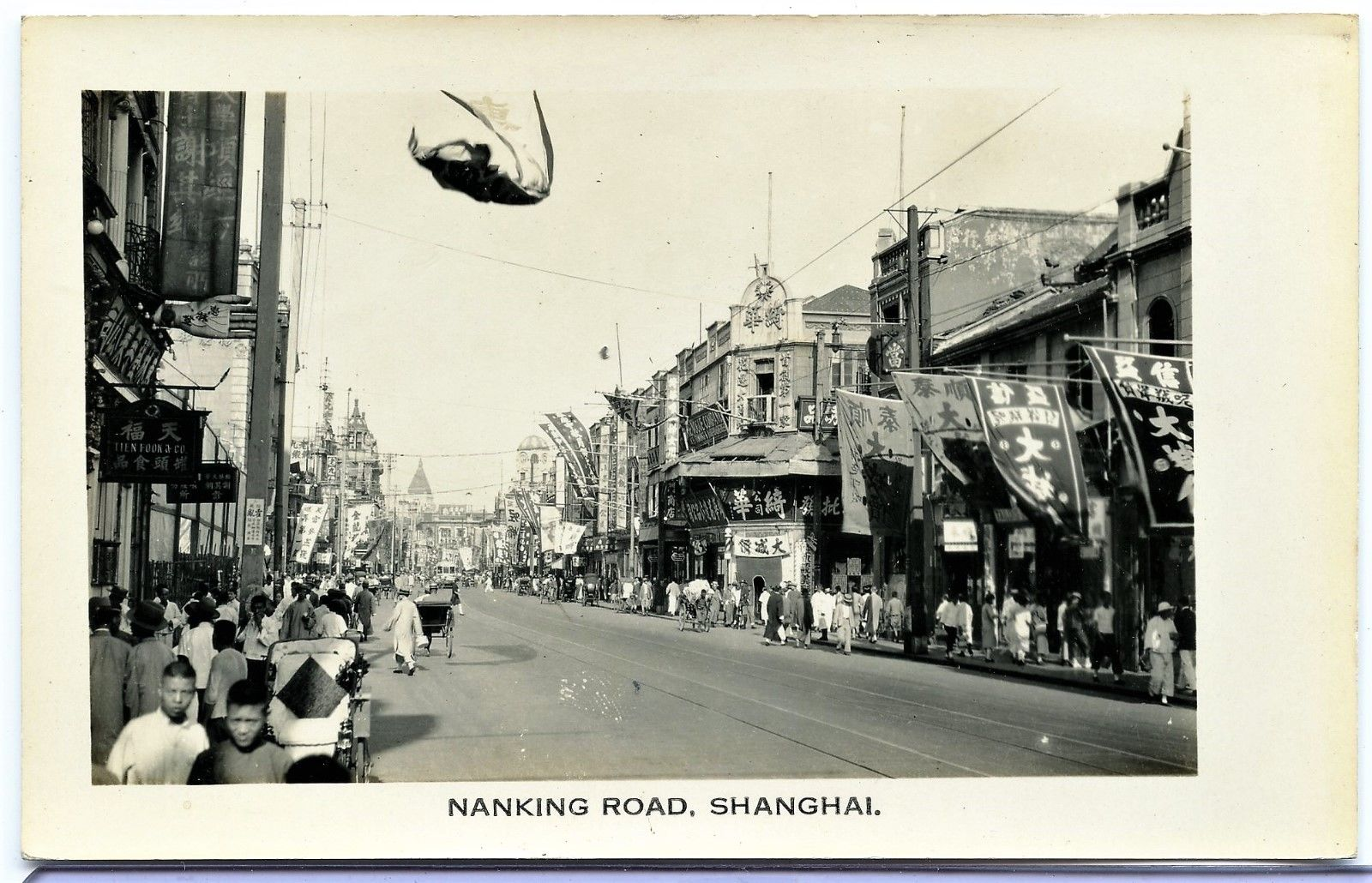
20世纪30年代的南京路

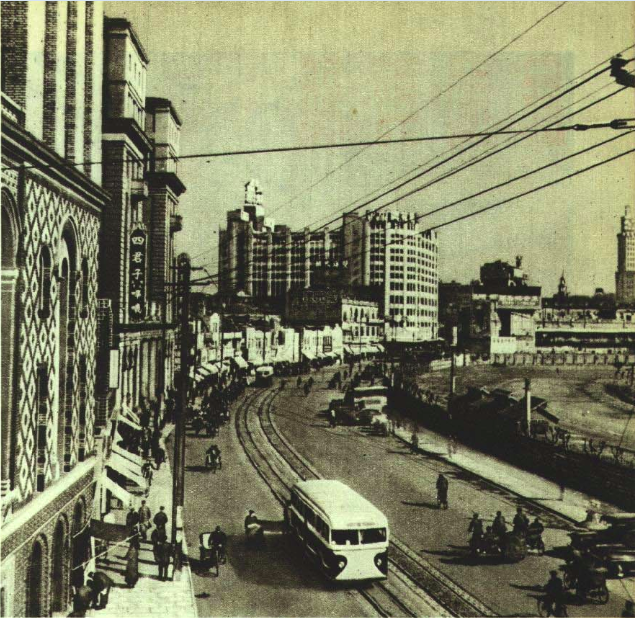
1952年的上海南京路

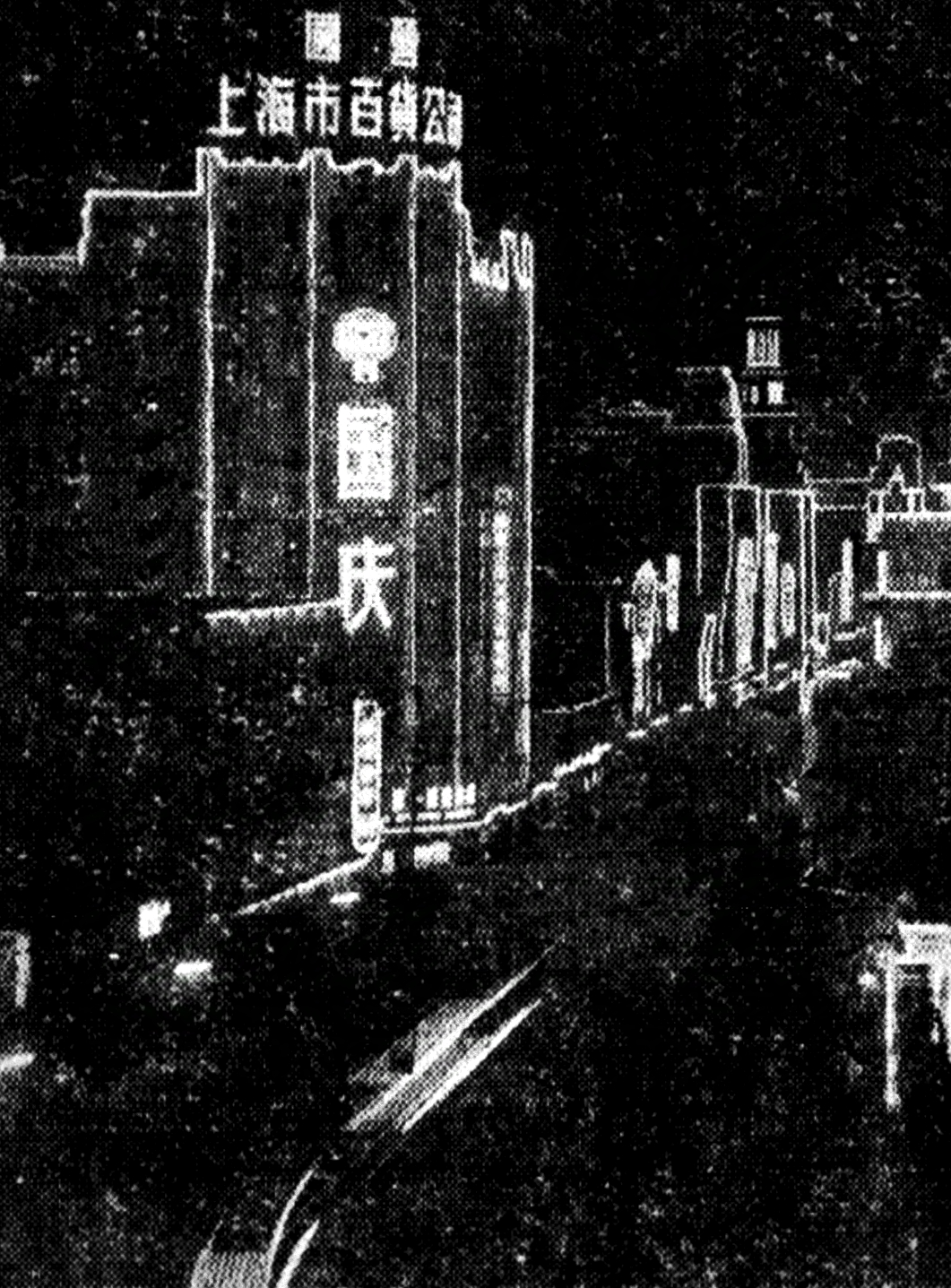
中华人民共和国20周年国庆时的南京路夜景

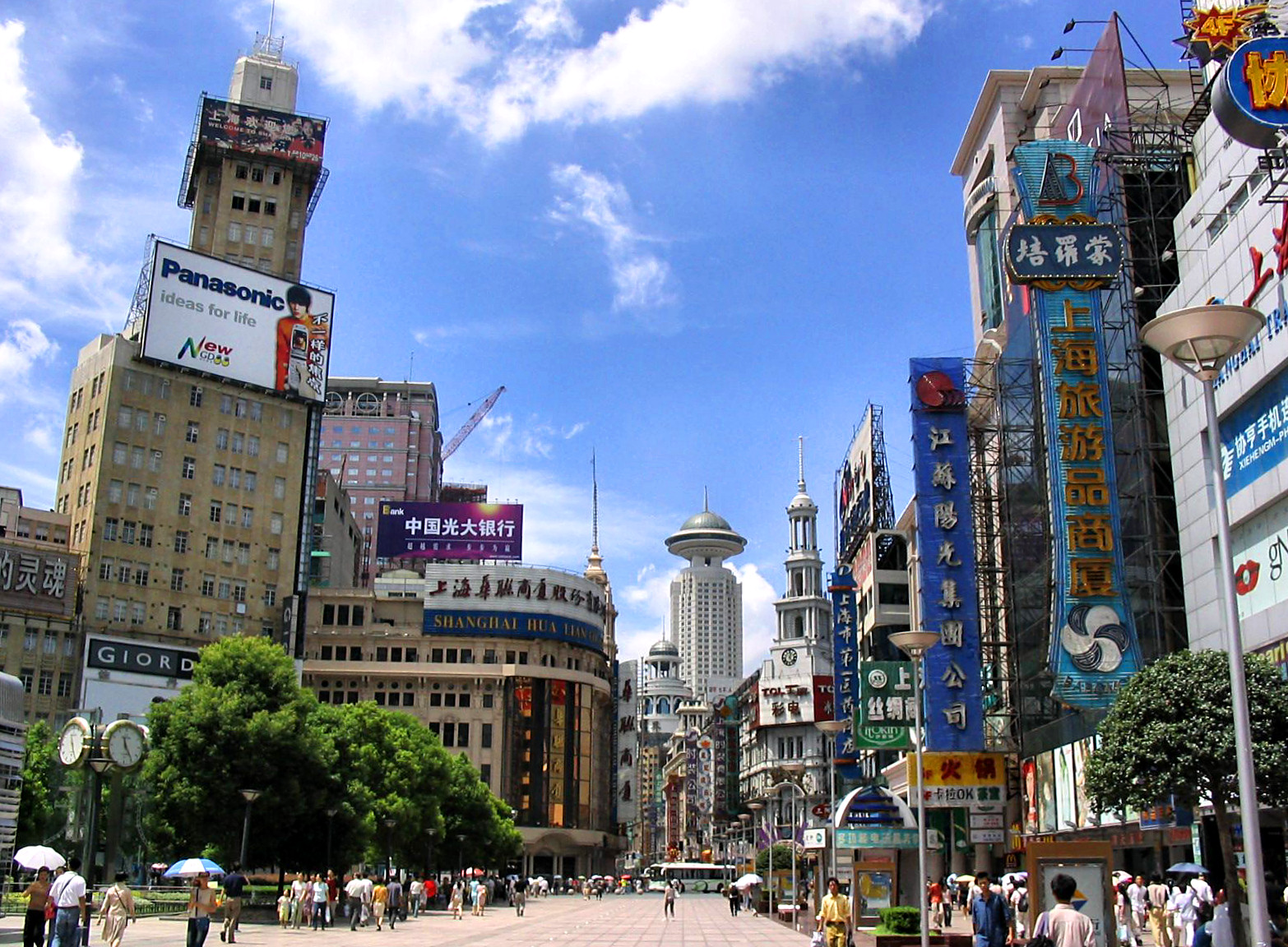
南京东路

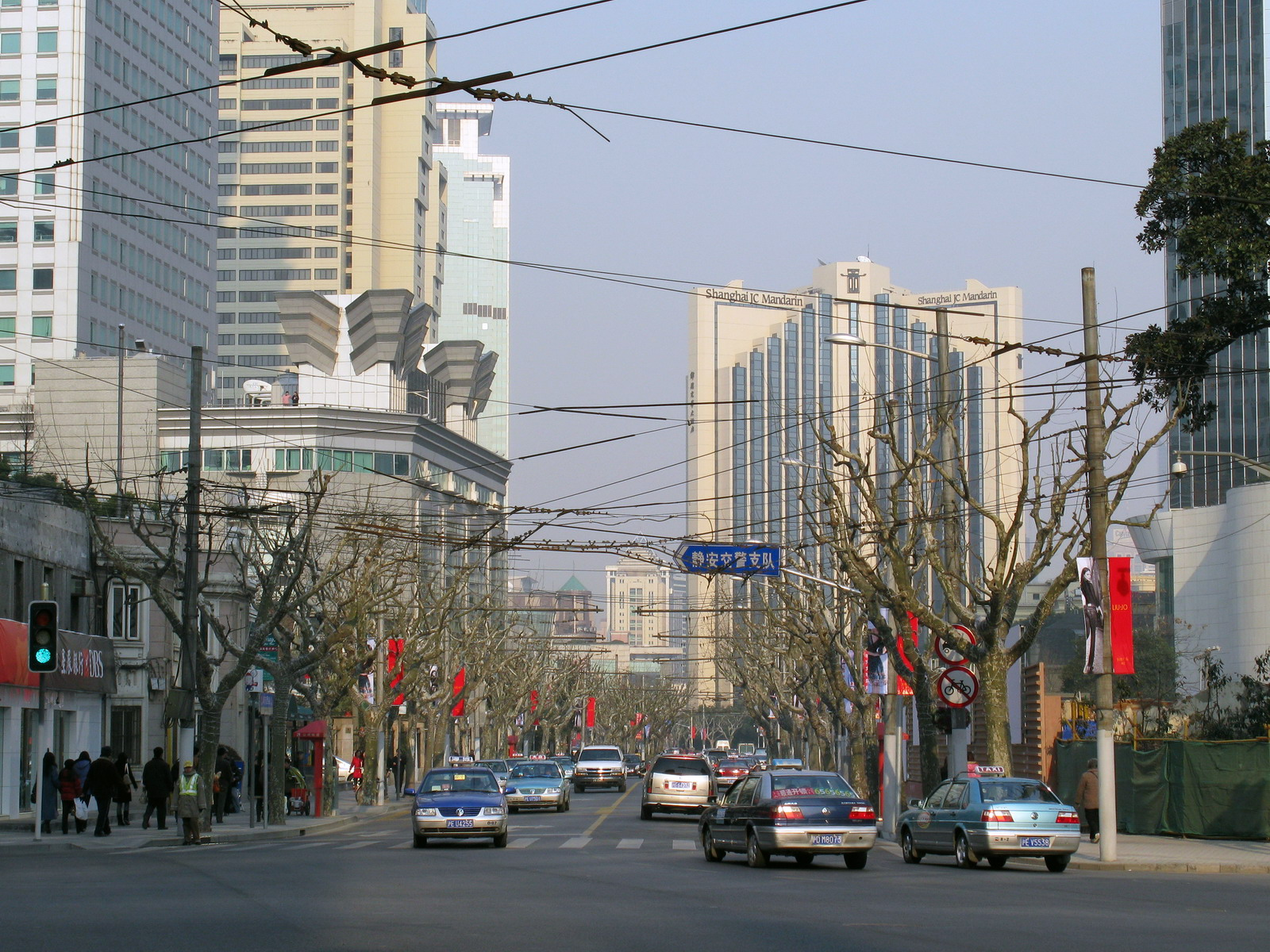
南京西路

## 南京东路
南京东路东起外滩中山东一路，西至西藏中路，全长1599米，全程为步行街。一直以来被誉为中华商业第一街，路旁遍布着各种上海老字号商店及商城。每到节假日这里总是人头攒动，一片热闹繁华之景。
2000年起，南京路东起河南中路，西至西藏中路，建造了特色步行街——「南京路步行街」，路面最宽处达28米，总长1200多米。2020年9月12日，步行街路段东延至中山東一路外灘。

## 南京西路
南京西路原名静安寺路，始建于1860年代，是上海公共租界越界修筑的道路。
南京西路大部分路段至今仍然基本保持租界时代大约20米的路幅，绿化良好，只有西康路和铜仁路间的一小段在1954年修建中苏友好大厦（今上海展览馆）时拓宽，1984年，这一段铺设彩色人行道板。
该路仍是上海绿化较好的马路之一，东端是由跑马厅改建的人民公园，西端是由万国公墓改建的静安公园。
虽然南侧建成了延安高架路，该路仍是上海东西交通干道之一，有20余条公交线路途经该路，两侧各种机构众多。

## 沿路地标

### 南京东路
- 会中饭店
- 大陆商场
- 先施公司
- 迦陵大樓
- 大新百貨
- 宏伊国际广场
- 沙遜大廈（现和平饭店北楼）
- 福利公司
- 南京东路地铁站
- 上海置地广场
- 上海第一百货
- 恒基名人大厦
- 上海世茂國際廣場

### 南京西路
- 華安大樓
- 德義大樓
- 大光明電影院
- 國際飯店
- 常德公寓
- 靜安別墅
- 上海猶太總會
- 上海恒隆广场
- 南京西路站
- 上海新世界麗笙大酒店
- 中信泰富广场
- 上海梅龙镇伊勢丹
- 上海体育大楼
- 德大西菜社
- 久光百货
- 静安寺
- 仙乐斯广场
- 新世界城